# Dinorah Varsi

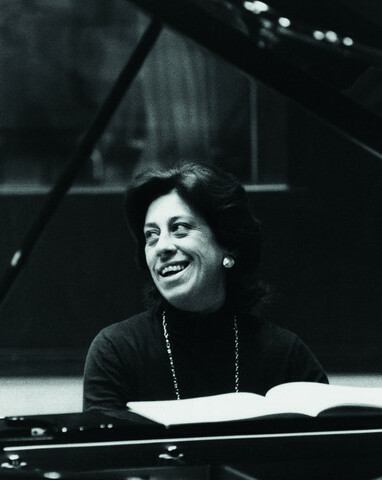
Dinorah Varsi (um 1985)

Dinorah Varsi (geboren am 15. November 1939 in Montevideo; gestorben am 17. Juni 2013 in Berlin) war eine uruguayische Pianistin.

## Leben und Werk
Dinorah Varsi galt als Wunderkind und trat schon früh, unter anderem gefördert von Erich Kleiber, in Konzerten auf. Sie hielt sich Anfang der 1960er Jahre in den USA auf, ging dann nach Paris und in die Schweiz zu Géza Anda. Zuletzt lebte Varsi in Davos und Berlin.
Sie gewann 1959 in Buenos Aires den Jorge de Lalewicz-Wettbewerb, 1962 den ersten Preis bei der Maria Canals International Music Competition und 1967 den Internationalen Clara-Haskil-Klavierwettbewerb in Luzern. Im Rahmen ihrer internationalen Karriere, die Konzerte mit führenden Sinfonieorchestern und Dirigenten umfasste, wirkte sie auch als Jurymitglied bei Klavierwettbewerben und gab Meisterkurse.
Ende der 1970er Jahre zog sie sich zum wiederholten Male völlig aus dem Konzertleben zurück und geriet faktisch in Vergessenheit. In den 1980er Jahren nahm sie ihre Konzerttätigkeit wieder auf und war außer in Berlin, München und Prag noch auf dem Schleswig-Holstein Musikfestival, dem Internationalen Musikfestival Echternach und dem Klavierfestival Ruhr zu hören. Von 1990 bis 1996 hatte sie einen Lehrauftrag an der Hochschule für Musik Karlsruhe.

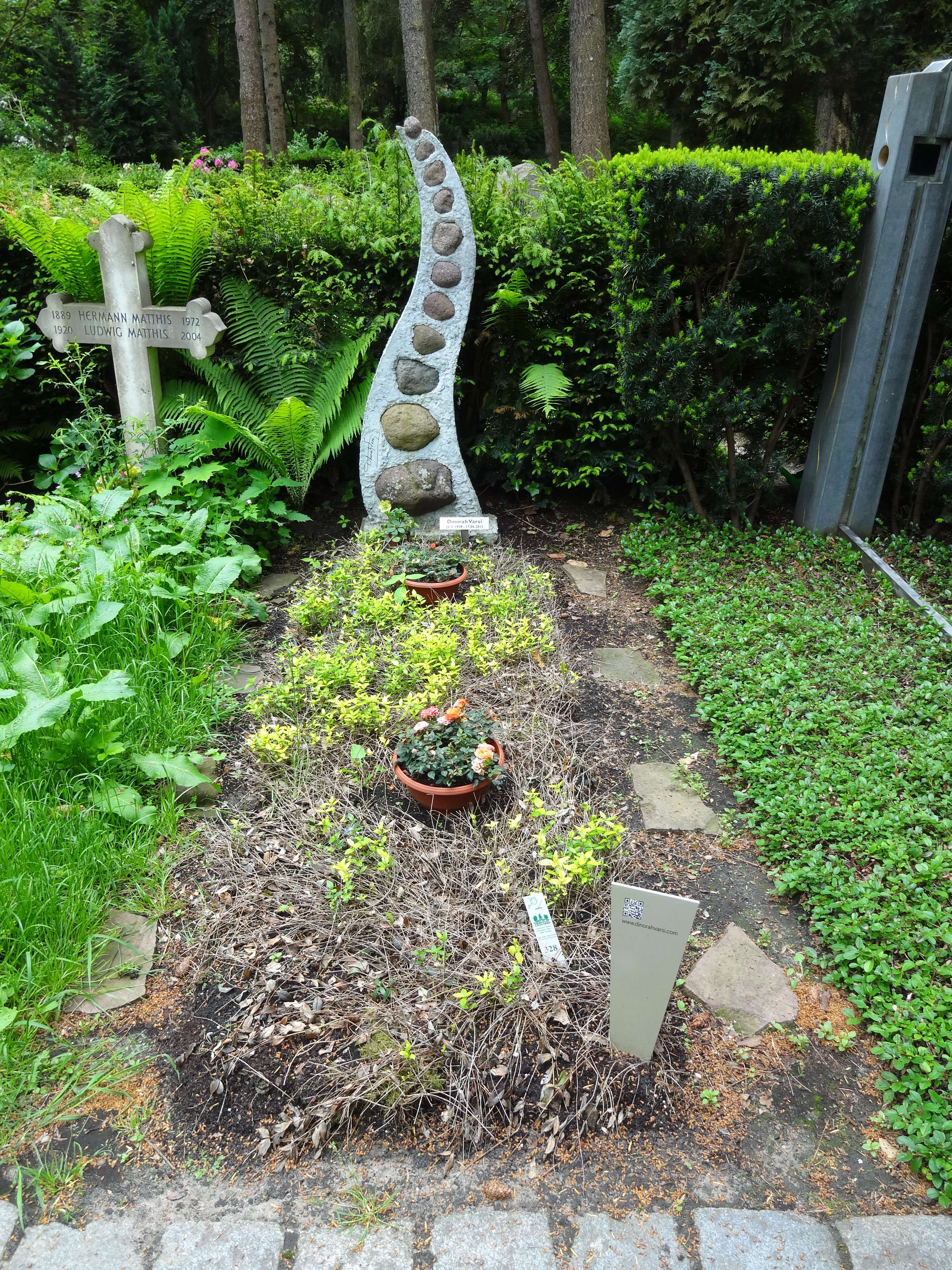
Grab von Dinorah Varsi auf dem Friedhof Heerstraße in Berlin-Westend

Dinorah Varsi starb im Juni 2013 im Alter von 73 Jahren in Berlin. Ihr Grab befindet sich auf dem landeseigenen Friedhof Heerstraße in Berlin-Westend.

## Diskographie
Dinorah Varsis pianistisches und musikalisches Vermächtnis ist durch eine 2015 erschienene, 40 CDs und DVDs umfassende Veröffentlichung des Labels Genuin classics mit dem Titel Legacy dokumentiert, die von der Musikwissenschaftlerin Monica Steegmann ediert und kommentiert wurde. Die Box wurde 2016 mit dem Spezialpreis der International Classical Music Awards ausgezeichnet, vom Preis der deutschen Schallplattenkritik e. V. auf die Bestenliste in der Kategorie Tasteninstrumente gesetzt und erhielt außerdem im April 2016 einen „Diapason d’or“.